# Micrornebius cylindricus
Micrornebius cylindricus är en insektsart som beskrevs av Sigfrid Ingrisch 2006. Micrornebius cylindricus ingår i släktet Micrornebius och familjen Mogoplistidae. Inga underarter finns listade i Catalogue of Life.